# Neohebestola concolor
Neohebestola concolor là một loài bọ cánh cứng trong họ Cerambycidae.